# Matthew Davis
Matthew W. Davis (født 8. maj 1978) er en amerikansk skuespiller. Han er bedst kendt som rollen Alaric Saltzman i The Vampire Diaries.    

## Tidlige liv
Davis blev født i Salt Lake City, Utah. Efter sin eksamen fra Woods Cross High School,  gik Davis på University of Utah.

## Filmografi
- 2010 – Damages (TV) ... Josh Reston
- 2009-nu – The Vampire Diaries (TV)... Alaric Saltzman
- 2009 – Waiting for Forever... Aaron
- 2009 – S. Darko... Pastor John
- 2009 – Limelight (TV)... David
- 2009 – Finding Bliss... Jeff Drake
- 2008 – Law & Order: Special Victims Unit... PJ
- 2007 – Wasting Away... Mike
- 2006 – What About Brian (TV) ... Adam Hillman
- 2006 – Mentor... Carter
- 2006 – Bottoms Up... Johnny Cocktail
- 2005 – BloodRayne... Sebastian
- 2005 – Into the Sun... Sean Mack
- 2005 – Heights... Mark
- 2004 – Shadow of Fear... Harrison French
- 2004 – Seeing Other People... Donald
- 2003 – Something Better... Skip
- 2002 – Blue Crush... Matt Tollman
- 2002 – Lone Star State of Mind... Jimbo
- 2002 – Below... Odell
- 2001 – Legally Blonde... Warner Huntington III
- 2001 – Pearl Harbor... Joe
- 2000 – Tigerland... Private Jim Paxton
- 2000 – Urban Legends: Final Cut... Travis Stark / Trevor Stark